# Machaerina nuda
Machaerina nuda là loài thực vật có hoa trong họ Cói. Loài này được (Steud.) J.Kern mô tả khoa học đầu tiên năm 1959.